# Сосновка (Каргапольский район)
Сосновка — село в Каргапольском районе Курганской области. Административный центр Сосновского сельсовета.

## География
Расположено у железнодорожной станции Окуневка Южно-Уральской железной дороги, в 10 км к северо-западу от рабочего поселка Красный Октябрь.

## Население
| 1989 | 2002 | 2010 |
| ---- | ---- | ---- |
| 683  | ↘584 | ↘573 |